# Niels Ersbøll
Niels Ersbøll (9 aprile 1926) è un diplomatico danese.
È stato Segretario generale del Consiglio dell'Unione europea.

## Biografia
Ersbøll si laureò in giurisprudenza, poi intraprese la carriera diplomatica.
Lavorò alla delegazione danese presso la NATO dal 1958 al 1960 e al segretariato dell'Associazione europea di libero scambio dal 1960 al 1963.
Dopo l'ingresso della Danimarca nelle Comunità europee nel 1973, fu capo delegazione e ambasciatore danese presso le Comunità europee fino al 1977.
Il 26 settembre 1980 Ersbøll venne nominato Segretario generale del Consiglio delle Comunità europee. Entrò in carica l'8 ottobre di quell'anno e svolse l'incarico fino al 1994. Durante il suo mandato l'influenza del segretariato del Consiglio aumentò significativamente. Ersbøll seguì i negoziati che condussero all'Atto unico europeo nel 1986 e soprattutto quelli che portarono al Trattato di Maastricht e alla nascita dell'Unione europea nel 1993. Con il Trattato di Maastricht il segretario del Consiglio assunse maggiori funzioni.
Tra il 1994 e il 1996 Ersbøll ha rappresentato il governo danese nel gruppo di riflessione dell'Unione europea istituito per preparare proposte in vista della conferenza intergovernativa del 1996 e dell'elaborazione di quello che poi divenne il Trattato di Amsterdam.
Dopo la partecipazione al gruppo di riflessione dell'Unione europea, Ersbøll si è impegnato nel dibattito danese sull'Unione europea. Ha presieduto il consiglio dello "European Institute", un'organizzazione indipendente danese che fornisce assistenza tecnica a vari stati

## Pubblicazioni
- Ersbøll, Niels e Bostrup, Jens, Danmark og EU i Europa, Gyldendal edition, 1998.